# آيس بي بي
آيس بي بي هو برنامج إدارة منتديات حر ومفتوح المصدر مكتوب بلغة PHP مع استخدام محرك MySQL من اجل قواعد البيانات.

## تاريخه
بدأ برنامج IceBB في 4 أكتوبر من عام 2004 حيث كان يهدف إلى بناء برنامج منتديات مجاني بديل للبرامج الأخرى غالية الثمن مثل vBulletin وInvision Power Board،  
بعدها توجه اهتمام المطورين إلى القوّه والثبات وسهولة الاستخدام مع المحافظة على حريته. 
تم طرح الإصدار الثابت منه في أوائل سنة 2007، آخر إصدار هو 1.0 صدر في أغسطس 2010
يطوره الآن بشكل أساسي MutantMonkey وDaniel Egeberg

## المميزات
- دعم خلاصات RSS
- المواضيع والمنتديات المفضلة
- رزنامه
- الرسائل الخاصة
- البحث
- المنتديات الفرعيه

## وصلات خارجية
- الموقع الرسمي